# The Party Never Stops: Diary of a Binge Drinker
The Party Never Stops: Diary of a Binge Drinker (Nederlands: Het Feest Stopt Nooit: Dagboek van een Fuifdrinker)
is een televisiefilm uit 2007 over een studente die op de hogeschool met een drankprobleem te
maken krijgt.

## Verhaal
Een jaar na het overlijden van haar vader gaat Jessie naar de hogeschool. Daar deelt ze een kamer met Shanna die
haar meetrekt naar allerlei studentenfeestjes. Shanna en haar vriendinnen laten haar ook kennismaken met
alcohol en met enkele glazen op verliest Jessie haar verlegenheid. Onder sociale druk gaat
Jessie meer en meer drinken. Daardoor mist ze lessen, gaan haar cijfers achteruit, sluit ze haar moeder uit, gaan
haar looptijden achteruit en deelt ze het bed met vreemden.
Jessies moeder begint te vermoeden dat er iets aan de hand is en vindt haar dochter dronken als ze onverwacht
langskomt. Die eist dat Jessie stopt met feesten en begint met studeren of ze zou de studies stopzetten. Jessie
doet eerst haar best maar vervalt opnieuw. Intussen informeert haar moeder zich over de zware en zelfs dodelijke
gevolgen die fuifdrinken kunnen hebben. Jessie is intussen ook bevriend geraakt met Colin die haar vertelt dat
hij alles verloor aan drankmisbruik.
Nadat haar moeder Jessie topless op het internet ziet begint ze haar dochter strikt te controleren. Daardoor
blijft die op het rechte pad tot het einde van het schooljaar. Op de laatste schooldag kan Shanna Jessie niet
overtuigen mee te gaan naar de vele studentenfeesten. Jessie brengt die nacht door met Colin. De volgende dag
gaat ze op zoek naar Shanna en vindt haar dood terug op een zetel in een studentenhuis.

## Rolbezetting
| Acteur         | Personage      | Opmerkingen |
| -------------- | -------------- | --- |
| Sara Paxton    | Jessie Brenner | Eerstejaarsstudente die een sterke band met haar moeder heeft en op school afstandsloper wil worden.                                        |
| Chelsea Hobbs  | Shanna         | Kamergenote van Jessie die haar meesleurt naar allerlei feestjes en haar aanzet tot drankgebruik.                                           |
| James Kirk     | Colin          | Klasgenoot, vriend en later vriendje van Jessie die niet naar feestjes gaat. Later blijkt dat hij voordien alles verloor aan drankmisbruik. |
| Nancy Travis   | April Brenner  | Jessies'moeder die probeert uit te vissen waar Sara mee bezig is op school en haar uiteindelijk terug op het rechte pad brengt.             |
| Alexia Fast    | Sadie Brenner  | Jessies jongere zus. |
| Brent O'Connor | Perry          | Vriendje van Shanna. |
| Jared Keeso    | Keith          | Student die met een dronken Jessie slaapt en haar dan laat vallen.                                                                          |
| Grace Sherman  | Liz            | Vriendin van Shanna die Jessie mee aanzet tot drankgebruik.                                                                                 |

## Prijzen en nominaties
De film werd genomineerd voor twee prijzen:
- Prism Awards 2008:
  - Nominatie prestatie in een televisiefilm of miniserie voor Nancy Travis.
  - Nominatie televisiefilm of miniserie.